# تمارة أكوستا
تمارة أكوستا (بالإسبانية: Tamara Acosta)‏ هي ممثلة تشيلية، ولدت في 5 فبراير 1974 في تشيلي.

## وصلات خارجية
- تمارة أكوستا على موقع IMDb (الإنجليزية)
- تمارة أكوستا على موقع ألو سيني (الفرنسية)
- تمارة أكوستا على موقع أول موفي (الإنجليزية)
- تمارة أكوستا على موقع قاعدة بيانات الأفلام السويدية (السويدية)
- تمارة أكوستا على موقع قاعدة بيانات الفيلم (الإنجليزية)
- تمارة أكوستا على موقع كينوبويسك (الروسية)